# Ansgar Almquist

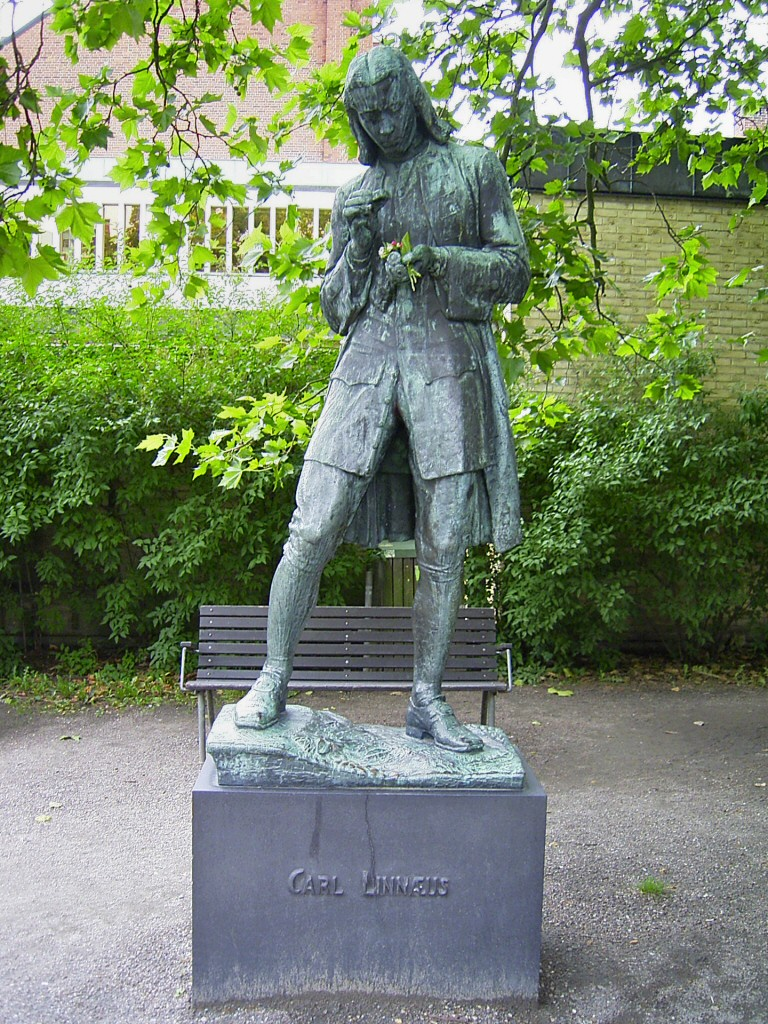
Porträtt av den unge Carl Linné vid Sankt Petri kyrkogata utanför stadsbiblioteket i Lund

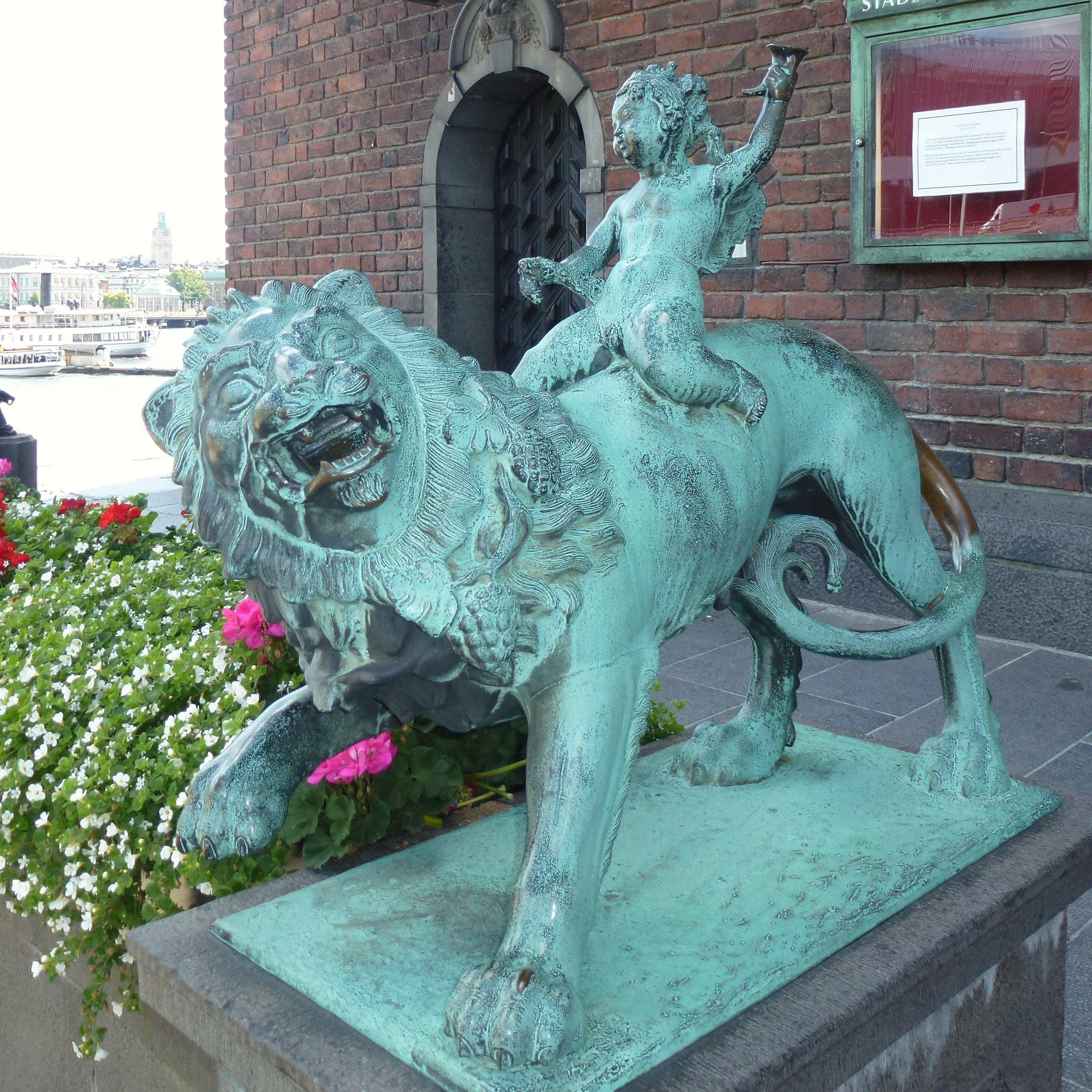
Bachus lejon i Stockholm

Kasper Ansgarius (Ansgar)  Almquist, född 4 februari 1889 i Säby församling i nuvarande Tranås kommun, död 15 juni 1973 i Lidingö, var en svensk skulptör.
Ansgar Almquist växte upp på torpet Åsen utanför Tranås. Efter arbete på ett möbelföretag från 14 års ålder påbörjade han studier vid Kungliga Tekniska Högskolan i Stockholm 1908, men kunde av ekonomiska skäl inte fullfölja dem. Han utbildade sig i måleri vid Valands Konstskola i Göteborg för Carl Wilhelmson 1909. Mellan 1910 och första världskrigets utbrott 1914 arbetade han i Paris och studerade på École des Beaux Arts. Därefter arbetade han för skulptörerna Aron och Gustaf Sandberg i Stockholm och i egen ateljé i Stockholm från 1928. Han var också lärare på Högre Konstindustriella Skolan i Stockholm.
Delar av Ansgar Almquists ateljé finns i Eriksbergs Museum i Tranås. Han är begravd på Lidingö kyrkogård.

## Offentliga verk i urval
- reliefer i nischerna i fasaden till Bolinderska palatset i Stockholm
- trappmäklare, brons, i trapphallen i Stockholms Konserthus
- skulptur av Merkurius samt stenreliefer i fönsterkornischer på fasaden, Handelshögskolan i Stockholm
- Venus i badet ("Malta-Johanna", 1931), brons, i fontänen av Anders Tengbom på Stora Torget i Falköping
- Hjo stads vapen i brun jämtlandskalksten i portalen till Hjo stadshus, 1937
- Carl Linné (1938), brons, S:t Petriplatsen i Lund
- Gångaren (1947), brons, utanför idrottshallen i Tidaholm
- Samspråk vid badet (uppsatt 1957), vångagranit, Torsviksparken på Lidingö
- Fontänen Fiskarflickan (uppsatt 1973), brons, utanför Lidingö stadshus

- Almquist finns representerad vid Moderna museet[5] i Stockholm.